# Gabriel Pereira de Castro

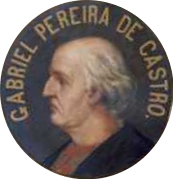
José Malhoa, Ritratto di Gabriel Pereira de Castro, 1882 circa (Lisbona)

Gabriel Pereira de Castro (Braga, 7 febbraio 1571 – Lisbona, 18 ottobre 1632) è stato un giurista, poeta e docente portoghese.

## Biografia
Nato in una cittadina nel nord del Portogallo, era figlio di Francisco de Caldas Pereira y Castro. Si laureò in legge all'Università di Coimbra,  il più antico istituto universitario portoghese, dove più tardi occupò la cattedra di diritto. Fu ordinato prete nell'Arcidiocesi di Braga e divenne magistrato. Espose le sue dottrine di dotto giureconsulto nell'opera De manu regia, edita in due volumi, e in una raccolta di decisioni del Senato portoghese.
Da giovane si dilettò di poesia e studiò letteratura classica e mitologia greca. Compose in versi eleganti Ulyssea ou Lysboa edificada, un poema eroico, redatto sulle tracce delle opere omeriche e che fu edito postumo a cura di suo fratello.
Félix Lope de Vega gli ha dedicato un sonetto.

## Opere
- De manu regia tractatus prima [-secunda] pars. In quo, omnium legum regiarum (quibus Tegi Portugalliae inuictissimo, in causis ecclesiasticis cognitio permissa est) ex iure, priuilegio, consuetudine, seu concordia, sensus, & vera decidendi ratio aperitur. Gabriel Pereira de Castro ex senatoribus sui supremi Lusitaniae senatus minimus, 1622-1625,[2] vol I:  e vol. II: .
- Decisiones supremi, eminentissimique Senatus Portugalliæ ex gravissimorum patrum responsis collectæ ad. Gabriele Pereira de Castro , 1621.
- Ulyssea ou Lysboa edificada poema heroyco de Gabriel Pereira de Castro, 1636.
- Monomachia sobre as concordias que fizeram os reis com os prelados de Portugal, 1738, postumo.